# ノイズ
ノイズ (英: noise) とは、処理対象となる情報以外の不要な情報のことである。歴史的理由から雑音（ざつおん）に代表されるため、しばしば工学分野の文章などでは（あるいは日常的な慣用表現としても）音以外に関しても「雑音」と訳したり表現したりして、音以外の信号等におけるノイズの意味で扱っていることがある。映像に関連する文脈では雑像とも呼ばれる。西洋音楽では噪音（そうおん）と訳し、「騒音」や「雑音」と区別している。

## ノイズの例
情報の形態・分野によりノイズの具体的な例は様々である。
音響分野一般
音における英語のノイズは、日本語における「雑音」と「騒音」の両方の意味で使われる。
雑音（ざつおん）は、音響学において、振幅、位相、周波数などが統計的に不規則に変動する音（音波）と定義される。これは、「ホワイトノイズ」や「ピンクノイズ」などにおける「ノイズ」の語義に一致する。この雑音以外の音は、一定の周期を持つ規則的な変動であることから、聴覚により音の高さ（ピッチ）が認識され、音楽においては「楽音」と呼ばれる。この楽音に対して、振幅や周波数が不規則に変動する波であることにより音の高さが認識し難い「雑音」を指して、音楽では「噪音」（そうおん）という。
騒音（そうおん、英: unwanted (undesired) sound）については、主観的に望ましくない音であり、先述の楽音や、そうした音により奏でられる心地よい音楽であったとしても、睡眠や勉強を妨げられればそれは聞き手にとっては騒音、すなわちノイズと認識されうる。
また、電気回路における擾乱による不要な信号など、有意な情報を含まず必要な信号を取り出す邪魔になる成分（いわゆる「ノイズ」）について、音においてはこれも「雑音」というが、自然科学や工学の分野などで音以外についても「雑音」と呼ぶこともある。
録音技術分野
音声の録音をする上で障害となるサウンドの成分以外のうち、上記以外の雑音。代表的なものに、マイクロフォンや電気楽器のピックアップの音が巡回して起こるハウリングノイズ、録音機材が電源や蛍光灯などからも音として拾ってしまう「バズノイズ」や、スイッチング電源に由来する「スイッチングノイズ」や「リップルノイズ」などがある。その他録音テープ媒体で録音再生に伴って発生する高域の雑音である「ヒスノイズ」、歌手の発声時に、マイクロフォンで拾ってしまう音声以外の音である「リップノイズ」などが挙げられる。また、吹き替えやアフレコの分野において台本をめくる音を「ペーパーノイズ」という。「ポップノイズ」は、パフッ、ボフッという音全般を指し、回路の切り替え（スイッチング）によるものと、マイクロホンがヒトの吐息を拾う場合の両方に用いる。
映像分野
電波障害や受信感度が悪いとき、または古いビデオテープを再生した際に発生する画面のちらつき。最近ではデジタルカメラの固体撮像素子に生じるノイズや、非可逆圧縮において特に知覚できる元信号との差異によるノイズ（モスキートノイズ、ブロックノイズといった映像の荒れ）もある。
工学分野（特に電子工学、制御工学など）
機器の動作を妨げる余計な電気信号。⇒ノイズ (電子工学)
機械学習分野
学習したいものとは別の余計なデータ。
天文学分野
観測をする上で障害となる人工的あるいは観測目的以外の（自然的理由で発生している）周波数の電磁波。
生活・人間関係の分野
集中を妨げる、あるいは判断に迷いを生ずるような他人の言動、社会的圧力。
統計学分野
統計上一般的に存在し得ない、特定の数値・見解が、統計対象の一部において過大・過少の発生があり、その結果として当該統計の信頼性に影響を及ぼすもの。
特別支援教育分野
障害のある子どもにとって、障害そのものを含めた学習行動を行う上での阻害要因のこと。広義には、上述の「生活・人間関係の分野」にある、「集中を妨げる」何かしらの要因（障害のある子ども本人の手や服の汚れ(絵具や糊などの付着を気にする)等）も含まれる。あるいは、ルビンの杯で、2つの側面の1方しか見いだせない、いわゆる「図-地知覚障害」についても、「ノイズ」の一種とされる。なお、騒音そのものが「ノイズ」となる子どもが利用するヘッドホン型のノイズカッターとして、イヤーマフなどがある。また、言語障害の観点でみると、以下に記述された「心理学・カウンセリングの分野」の内容も該当する。このため、特別支援教育分野で「ノイズ」という用語を利用する場合は、かなりの広範囲の意味を有する。
心理学分野
コミュニケーションを妨害するあらゆるものを「ノイズ」と定義し、「物理的ノイズ」、「心理的ノイズ」、「意味的ノイズ」の3つに分類される。「物理的ノイズ」とは、騒音などを指し、「心理的ノイズ」は送り手のメッセージの記号化(生成)あるいは受け手側の記号解読(解釈)を妨害する心理的な原因を指し、さらに「意味的ノイズ」はお互いが共通理解していない表現や言葉のもたらす妨害により、送り手の記号化と受け手の記号解読にずれを生じさせる意味的要因を指す。

## 分類
ノイズは様々な観点から分類される。

### ノイズの色
ノイズのスペクトルは様々だが、そのうち周波数とパワースペクトル密度 (PSD) とが両対数線形関係にあるいくつかの種類のノイズには、カラースペクトルからのアナロジーで、いくつかの分類する名前がある。一例として以下が挙げられる：
- ホワイトノイズ: PSDが周波数に関わらず一定。
- ブラウンノイズ（レッドノイズ）: PSDが周波数の2乗に反比例。
- ピンクノイズ（1/fノイズ）: PSDが周波数に反比例。
- ブルーノイズ: PSDが周波数に比例。
- バイオレットノイズ: PSDが周波数の二乗に比例。

## SN比
信号の量を雑音の量で割った比を、SN比と呼ぶ。それぞれの「量」は分散（電力）で定義される。
SN比が高ければデータ伝送に対するノイズの影響は小さい。低ければ、ノイズの影響が大きく、通信効率が悪くなる。

## 測定機器の雑音
物理量を測定する機器の雑音は測定値の小さな変動の原因となる。連続測定ではラインの変動として現れる。信号を増幅しても雑音も増幅されるので信号が雑音に比して十分大きくない場合には信号が分かりにくくなり、測定機器の感度を制約する要因になる（「感度」の項目の「検出限界」「機器の雑音と検出限界との関係」を参照）。

### 定義
rms noise
平均値からの変動の2乗の和をn-1（nは観測回数）で割ったものの平方根。理論的にはこれを用いるが実際の機器の性能表示には余り用いられない。
peak to peak noise
一定時間連続測定し、その中の最高点と最低点との差、またはその平均値（例:10分間測定し、10秒ごとに60区間に分け、各区間の最大値と最小値の平均）。機器の性能表示によく用いられる。

### 種類
測定値との関係から次の3種類に分類できる。
1. 測定値と無関係なもの（熱雑音、機械的または電気的な雑音等）
2. 測定値の平方根に比例するもの（例:光測定の場合光電子の放出が確率的過程であることによるショット雑音）
3. 測定値に比例するもの（例:光測定の場合光源の変動によるフリッカー雑音）

独立した雑音が複数重なった場合はそれぞれをrms noiseで表した値の2乗の和の平方根で与えられる。

### パワースペクトル
雑音は不規則な変動であるが、コンピューターによるフーリエ解析を経て、その中に含まれる波動の周波数とエネルギーとの関係をプロット（統計図表化）することが可能で、この関係をパワースペクトルと呼び、その雑音の特性を表す。
全ての波が同じエネルギーで重なっている雑音をホワイトノイズと呼ぶが、実際の雑音は低周波の成分の方がエネルギーが大きい傾向があり、ピンクノイズ、マルコフ過程等の低周波部分のエネルギーが大きいモデルをホワイトノイズに重ねて雑音を近似的に表すことが行われている。こうした雑音の特性は機器の設計や使用上の注意、雑音の軽減法等を考察する際に有用である。雑音の解析から測定の標準偏差を予測するソフトウェアも存在する。

### 雑音の軽減
- 機器の反応性の抑制 - 高周波数の成分が軽減される。
- 時間積分 - 一定時間の出力を積分すると周期が積分時間より短い成分は著しく抑制される。
- 光源の補償 - フリッカー雑音を軽減
- デジタルフィルタ

## ノイズキャンセラ
最近はノイズキャンセリング・ヘッドフォンが商品化され、外部のノイズを遮断する事ができる。一般的な仕組みは、ヘッドフォンに内蔵されているマイクから外部の音を拾い、逆位相の音を出して打ち消すようになっている。低域周波数成分の除去に高い効果があり、工事現場や踏切などの近くでは特に有用とされている。同様の原理を用いたものに消音スピーカーがあり、室内の静粛性が重視される高級乗用車に採用事例がある。

## アナログ伝送系における雑音
メタリックケーブルを用いたアナログ伝送系における雑音は、一般に、伝送系内部で発生する雑音と外部から侵入する雑音に分けられ、さらに、伝送系内部で発生する雑音は、信号を伝送していない場合でも存在する基本雑音と信号伝送に伴って発生する準漏話雑音とに分けることができる。基本雑音は、通話の有無と無関係であることから、信号レベルの低いところで問題となり、一般に、大きな妨害になるものは増幅器で発生する雑音であり、その主な成分の一つは、周波数に対して一様に分布している熱雑音である。一方、伝送系の入力系の入力側に加えられた信号波形と出力側に現れる信号波形が異なる現象は、ひずみといわれる。このうち、位相ひずみは、伝送系の位相量が周波数に対して比例関係にないため、すなわち群伝搬時間が周波数により異なるため生ずるひずみであり、伝送品質に影響を及ぼす。また、非直線ひずみは、伝送系の入力と出力が比例関係にないために生ずるひずみである。伝送路中の増幅器などの非直線ひずみによる高調波及び混変調波の発生は、雑音の原因となる。